# Старосалтівська селищна територіальна громада
Старосалтівська селищна територіальна громада — територіальна громада в Україні, у Чугуївському районі Харківської області. Адміністративний центр — селище Старий Салтів.
Площа громади — 472,6 км², населення — 8030 мешканців (2017).
Утворена 07 вересня 2015 року шляхом об'єднання Старосалтівської селищної ради та Гонтарівської, Молодівської, Хотімлянської, Червоноармійської і Шестаківської сільських рад Вовчанського району.
19 липня 2020 року в результаті адміністративно-територіальної реформи та ліквідації Вовчанського району громада увійшла до Чугуївського району.

## Населені пункти
До складу громади входять 20 населених пунктів: 1 селище та 19 сіл:
| Населений пункт | Населення (2015) |
| --------------- | ---------------- |
| Старий Салтів   | 3763             |
| Хотімля         | 1254             |
| Шестакове       | 677              |
| Зарічне         | 673              |
| Молодова        | 595              |
| Кирилівка       | 558              |
| Вишневе         | 297              |
| Гонтарівка      | 286              |
| Томахівка       | 246              |
| Москалівка      | 139              |
| Середівка       | 96               |
| Федорівка       | 83               |
| Паськівка       | 62               |
| Березники       | 59               |
| Металівка       | 59               |
| Радькове        | 31               |
| Широке          | 28               |
| Дідівка         | 22               |
| Погоріле        | 11               |
| Перківка        | 4                |